# پیوتر شیکا
پیوتر شِـیکا (لهستانی: Piotr Siejka؛ زادهٔ ۲۲ ژوئیه ۱۹۶۰) بازیگر و صداپیشه اهل لهستان است.
از فیلم‌ها یا مجموعه‌های تلویزیونی که وی در آن‌ها نقش داشته‌است، می‌توان به ما همه مسیح هستیم، پرستار کودک، در خیابان سپولنی، کارآگاهان جنایی، دوران افتخار، دو روی سکه، ۳۹ و نیم، پدر متیو، دهن‌به‌دهن، ع چون عشق، در خوشی و سختی، طایفه، حوزه استحفاظی ۱۳، حوزه استحفاظی ۱۳، قسمت دوم، صفر-هفت، به‌گوشم، ده فرمان (قسمت دوم)، کرول، سارا، پیانیست و پورنوگرافی اشاره نمود.